# Скерневицкий уезд
Скерневицкий уезд — административная единица в составе Варшавской губернии Российской империи, существовавшая c 1837 года по 1919 год. Административный центр — город Скерневицы.

## История
Уезд образован в 1837 году в составе Мазовецкой губернии. С 1844 года — в Варшавской губернии. В 1919 году преобразован в Скерневицкий повят Варшавского воеводства Польши.

## Население
По переписи 1897 года население уезда составляло 63 092 человек, в том числе в городе Скерневицы — 4172 жит.

### Национальный состав
Национальный состав по переписи 1897 года:
- поляки — 44 689 чел. (84,9 %),
- евреи — 3584 чел. (6,8 %),
- русские — 2309 чел. (4,4 %),
- немцы — 1430 чел. (2,7 %),

## Административное деление
В 1913 году в состав уезда входило 8 гмин: 
| - Глухов — с. Глухов, - Гржымковицы — с. Данков, - Дембова-Гура — с. Дембова-Гура, - Долецк — с. Долецк, | - Ковесы — с. Ковесы, - Корабьевицы — с. Пуща-Мариинская, - Скерневка — с. Скерневка-Левая, - Слупя — с. Слупя. |